# Walter Bäumer
Walter Bäumer (ur. 17 października 1908 w Bünde, zm. 29 czerwca 1941) – niemiecki kierowca wyścigowy.

## Biografia
W 1928 roku rozpoczął rywalizację motocyklami, wygrywając następnie dwanaście wyścigów z rzędu. Po wypadku odniesionym na motocyklu zaczął ścigać się samochodami, w tym BMW Dixi z silnikiem 0,75 litra szczególnie przeciwko Bobby'emu Kohlrauschowi. W latach 1932–1935 rywalizował Austinem w wyścigach górskich, dominując w swojej klasie. W 1935 roku ścigał się również MG K3. W roku 1937 odniósł zwycięstwa w klasie w wyścigach w Shelsley Walsh i Fryburgu Bryzgowijskim. W latach 1937–1939 był rezerwowym Mercedesa w Mistrzostwach Europy, testował ponadto Mercedesa W125 podczas treningów do Grand Prix Niemiec 1937. W 1940 roku razem z Huschkem von Hansteinem wygrał wyścig Mille Miglia. Zginął w 1941 roku podczas wypadku samochodowego pomiędzy Herford i Bünde.

## Wyniki
| Punktacja mistrzostw Europy AIACR | Punktacja mistrzostw Europy AIACR    | Punktacja mistrzostw Europy AIACR |
| Kolor                             | Rezultat                             | Punkty                            |
| --------------------------------- | ------------------------------------ | --------------------------------- |
| Złoty                             | Zwycięzca                            | 1                                 |
| Srebrny                           | 2 miejsce                            | 2                                 |
| Brązowy                           | 3 miejsce                            | 3                                 |
| Zielony                           | Przynajmniej 75% rezultatu zwycięzcy | 4                                 |
| Niebieski                         | 50%-75% rezultatu zwycięzcy          | 5                                 |
| Fioletowy                         | 25%-50% rezultatu zwycięzcy          | 6                                 |
| Czerwony                          | Poniżej 25% rezultatu zwycięzcy      | 7                                 |
| Czarny                            | Zdyskwalifikowany                    | 8                                 |
| Biały                             | Nie brał udziału                     | 8                                 |

### Samochodowe Mistrzostwa Europy
| Sezon | Zespół          | Samochód           | Silnik           | Wyniki w poszczególnych eliminacjach | Wyniki w poszczególnych eliminacjach | Wyniki w poszczególnych eliminacjach | Wyniki w poszczególnych eliminacjach | Wyniki w poszczególnych eliminacjach | Pkt. | Msc. |
| ----- | --------------- | ------------------ | ---------------- | ------------------------------------ | ------------------------------------ | ------------------------------------ | ------------------------------------ | ------------------------------------ | ---- | ---- |
| 1937  |                 |                    |                  | Belgia                               | III Rzesza                           | Monako                               | Szwajcaria                           |                                      | –    | NS   |
| 1937  | Daimler-Benz AG | Mercedes-Benz W125 | Mercedes 5,7 R8  | -                                    | NW                                   | -                                    | -                                    | -                                    | –    | NS   |
| 1938  |                 |                    |                  | Francja                              | III Rzesza                           | Szwajcaria                           |                                      |                                      | –    | NS   |
| 1938  | Daimler-Benz AG | Mercedes-Benz W154 | Mercedes 3,0 V12 | -                                    | NU1                                  | 101                                  | -                                    |                                      | –    | NS   |

1 – samochód współdzielony z Hermannem Langiem